# Capela EC
Der Capela Esporte Clube ist ein Sportverein aus Capela, im brasilianischen Bundesstaat Alagoas.

## Geschichte
Capela wurde am 3. November 1975 gegründet. Eine Teilnahme an der Staatsmeisterschaft von Alagoas ist erstmals für 1991 in der Segunda Divisão, deren zweiten Liga, nachgewiesen. In dieser konnte der Klub die Meisterschaft gewinnen und den Aufstieg in die oberste Spielklasse feiern. In dieser trat der Klub von 1992 bis 2004 ohne Unterbrechung an. Eine Besonderheit für Capela war 1994, als man an der ersten Austragung des überregionalen Turniers Copa do Nordeste teilnehmen durfte. In der Gruppe D der Copa do Nordeste 1994 belegte Capela den letzten Platz.
Über den Zeitraum von 2005 bis 2023 konnten keine Belege gefunden werden. 2024 war ein Start in der Segunda Divisão geplant. Zu einer Teilnahme kam es aber nicht. Per Stand Februar 2025 ist der Klub kein Mitglied des Landesverbandes Federação Alagoana de Futebol (FAF).

### Teilnahme an Fußballwettbewerben
| Wettbewerb                          | Teilnahmen      |
| ----------------------------------- | --------------- |
| Staatsmeisterschaft                 | 13× – 1992–2004 |
| Staatsmeisterschaft Segunda Divisão | 1991            |
| Copa do Nordeste                    | 1994            |

### Erfolge
- Staatsmeisterschaft von Alagoas – Segunda Divisão: 1991

## Frauenmannschaft
Für Capela trat auch eine Damenmannschaft in der entsprechenden Staatsmeisterschaft von Alagoas an. Ein Bestand des Teams ist nicht nachgewiesen.